# Ехэ-Цаган
Ехэ́-Цага́н (бур. Ехэ Сагаан [арал] — Большой Белый [остров]) — улус в Селенгинском районе Бурятии. Входит в сельское поселение «Селендума» (с мая 2013 года).

## География
Расположен в 40 км юго-западнее районного центра, города Гусиноозёрска, в степной местности на юго-востоке Тамчинской равнины (юг Гусиноозёрской котловины). Центр сельского поселения, село Селендума, находится юго-западнее Ехэ-Цагана в 14 км. К северо-западу от улуса, в 1 км, проходит региональная автодорога Р440 на Закаменск, за ней в 6 км — остановочный пункт Темник на железнодорожной линии Улан-Удэ — Наушки. В полукилометре к югу от села протекает река Темник, за которой находится обширный остров, длиной до 6 км и шириной до 4 км, омываемый с другой стороны рекой Селенгой, и носящий имя Ехэ Сагаан арал (Большой Белый остров), откуда происходит название поселения.

## История
В 1937 году образован колхоз «Социализм», объединивший мелкие улусы юго-восточной части Тамчи, и в местности близ острова Ехэ Цаган была построена центральная усадьба, выросшая в новое село. Сюда перевезли школу коммуны «Улан Одон» из центральной Тамчи. В послевоенные годы улус был отделением совхоза «Селенгинский». В 1983 году Ехэ-Цаган и соседний улус Цайдам образовали отдельный совхоз «Темник», на период существования которого приходится наибольшее развитие села. До мая 2013 года Ехэ-Цаган образовывал отдельное сельское поселение, вошедшее в состав сельского поселения «Селендума».

## Население
| 2002 | 2010 | 2012 | 2013 |
| ---- | ---- | ---- | ---- |
| 405  | ↘399 | ↘372 | ↘363 |

## Инфраструктура
Основная общеобразовательная школа, детский сад, сельский клуб, библиотека, фельдшерский пункт.

## Люди, связанные с селом
- Доржиева, Цырен-Дулма (1924—1945) — участник Великой Отечественной войны, снайпер 714-го стрелковый полк 395-й стрелковой Краснознамённой ордена Суворова Таманской дивизии, кавалер Ордена Великой Отечественной войны II степени.
- Романова, Валентина Гончиковна (1932—1986) — Герой Социалистического Труда (1976), кавалер двух орденов Ленина и ордена Трудового Красного Знамени, старший чабан совхоза «Селенгинский».